# Centrum Praw Kobiet
Centrum Praw Kobiet – fundacja feministyczna działająca w Polsce, udzielająca porad i informacji z dziedziny prawa cywilnego, karnego i prawa pracy dla kobiet.

## Historia
Fundacja została zarejestrowana w sądzie 22 grudnia 1993 roku. Działalność rozpoczęła w 1994 roku. Założycielką fundacji była Urszula Nowakowska. Fundacja otrzymała dotację od Fundacji Marshalla, która pozwoliła na wynajęcie i wyposażenie biura oraz zatrudnienie trzech kobiet przez pierwsze trzy lata.
Fundacja Centrum Praw Kobiet udziela porad psychologicznych kobietom znajdującym się w trudnej sytuacji życiowej, również udzielane są porady psychologiczne kobietom będącym ofiarami przemocy ze strony męża lub partnera, ofiarom przestępstw na tle seksualnym oraz kobietom doświadczającym mobbingu. W ramach swoich działań Centrum Praw Kobiet prowadzi swoje oddziały terenowe w Żyrardowie, Łodzi, Gdańsku, Wrocławiu, Krakowie, Toruniu oraz Poznaniu.
Od 2010 roku Centrum Praw Kobiet wspólnie z Fundacja Porozumienie Bez Barier Jolanty Kwaśniewskiej prowadzi ogólnopolski konkurs Wyróżnienie Białej Wstążki. Konkurs ma za zadanie wyróżniać mężczyzn szczególnie aktywnie i pomocnie pracujących z kobietami doznającymi przemocy. Jego twórcami są Tomasz Pietrzak i Kazimierz Walijewski. Corocznie Kapituła konkursu wyróżnia 8 mężczyzn. W dotychczasowych działaniach wyróżnieni zostali m.in. Bronisław Komorowski, Krzysztof Kwiatkowski, Robert Biedroń, Krzysztof Strychalski, Michał Olszański, Piotr Pytlakowski, Marek Prejzner, Jarosław Polanowski, Tomasz Kubat, generał Jacek Włodarski, generał inspektor Marek Działoszyński, Robert Damski, Konrad Wojterkowski, Kacper Kuszewski, Artur Dunin, Daniel Qczaj, Jacek Sutryk, Mikołaj Pietrzak, Adam Bodnar i Marcin Anaszewicz.

## Kontrowersje
31 stycznia 2023 ukazał się reportaż Ewy Raczyńskiej pt. Upokarzane, bez umów, bez wynagrodzenia. Tak wygląda praca w Centrum Praw Kobiet przedstawiający przypadki łamania praw pracowniczych oraz mobbing stosowany przez kierownictwo fundacji. Pojawiły się również niejasności i problemy dotyczące finansowania CPK. Prezeska winą za powstałe problemy w zarządzaniu fundacją obarczała swoje pracowniczki. W sprawę zaangażował się OZZ IP w Centrum Praw Kobiet oraz Dziewuchy Dziewuchom. 
Zarzuty stawiane zarządowi CPK zostały potwierdzone 9 mają przez Komisję Antymobbingową, która zaleciła Radzie Nadzorczej złożenie wniosku do kolegium Fundacji CPK „o odwołanie Urszuli Nowakowskiej z funkcji Przewodniczącej zarządu CPK z powodu stwierdzenia naruszeń w zakresie obowiązków pracodawcy wynikających z kodeksu pracy opisanych w raporcie oraz mobbingu i dyskryminacji pracownic”. 
1 czerwca 2023 roku osoby zasiadające w Radzie Nadzorczej CPK zrezygnowały ze swojej funkcji. Nowy skład rady ogłoszono 28 września 2023 roku, miały w niej zasiadać Joanna Garnier, Magdalena Grzyb, Anna Lipowska-Teutsch i Katarzyna Szumlewicz. Wybór Magdaleny Grzyb i Katarzyny Szumlewicz został skrytykowany, ze względu na ich związek ze środowiskami antytrans. 